# インセンティブゾーニング
インセンティブゾーニング（Incentive Zoning)とは、都市開発事業において、不動産開発者がレクリエーション施設等の娯楽やアメニティに関する特定施設、を建築計画に盛り込んでいく場合や公開緑地や公共公益施設を設置したり、歴史的建築物の保存などを行った場合に、見返りとして高さ制限緩和や容積率緩和などの経済的な恩典を与えたり、建蔽率など一般的な都市計画規制を適用しないで、公共・公益施設の充実を奨励しより良いといわれる市街地になるように建築計画そのものを誘導する手法。
アメリカのシカゴとニューヨークで最初に実施され、その際、すでに確立されていた都市開発目標を達成するために報酬に基づくシステムを提供することを目的とした。典型的には開発に関する規範的制限の基本レベルを確立し、開発者がその裁量で採用するか否かについての基準の広範な実例が確立されるほか、基準に結びついた報酬の尺度を、開発者が希望する開発基準でプロジェクトに組み込むよう誘導するものである。一般的な例には、提供される手頃な価格の住宅に対する 床面積比率 （容積率）のボーナスや、公共施設を含めるなどでの上限限度のボーナスなどがある。インセンティブゾーニングは、米国全域は過去20年間により一般的な手法になっている。
インセンティブゾーニングはただし、ゾーニング政策の誘導に対して高度で柔軟な対応を可能にするが、管理が複雑な場合がある。提案された開発が基準を活用すればするほど、それをより厳密に審査しなければならない。これは計画の優先順位を最もよく満たすためにその構造を最初に想定し作成しておくことは困難であるからである。したがって開発者に与えられるインセンティブの大きさと価値とのバランスを維持するために、広範で継続的な改訂も必要なことが多い。